# Slag bij de Rhyndacus
De Slag bij de Rhyndacus werd in 72 v. Chr. uitgevochten tussen het leger van de Romeinse Republiek onder leiding van Lucius Licinius Lucullus en het leger van koning Mithridates VI van Pontus.

## De slag
Lucullus, die zijn basis had opgeslagen op Cilicië, had een tegenaanval gepland tegen het Koninkrijk Pontus om zijn co-consul Marcus Aurelius Cotta te ontzetten van de Pontische dreiging. Met vijf legioenen ging Lucullus in de tegenaanval. Tijdens de winter stuurde Mithridates zijn ruiterij richting Bithynië. Lucullus ging de slag aan met de Pontische ruiterij en wist een grote overwinning te behalen.